# Presidencia pro tempore de CELAC
La presidencia pro tempore de la Comunidad de Estados Latinoamericanos y Caribeños es la oficina que representa a la Comunidad de Estados Latinoamericanos y Caribeños (CELAC) en eventos internacionales y lleva a estos las declaraciones y opinión concertada del organismo supranacional.
Es un órgano administrativo de la CELAC creada el mismo día del nacimiento de la CELAC.

## Tareas
Entre sus funciones se encuentran:
1. Promover la unión entre todos los presidentes.
2. Encargarse de la Cumbre en su país y dirigirla.
3. Es un espacio para hacer frente a desafíos comunes

## Lista de presidentespro temporede CELAC
El primer presidente en ejercer el cargo fue el presidente de Chile, Sebastián Piñera, quien asumió el 3 de diciembre de 2011.

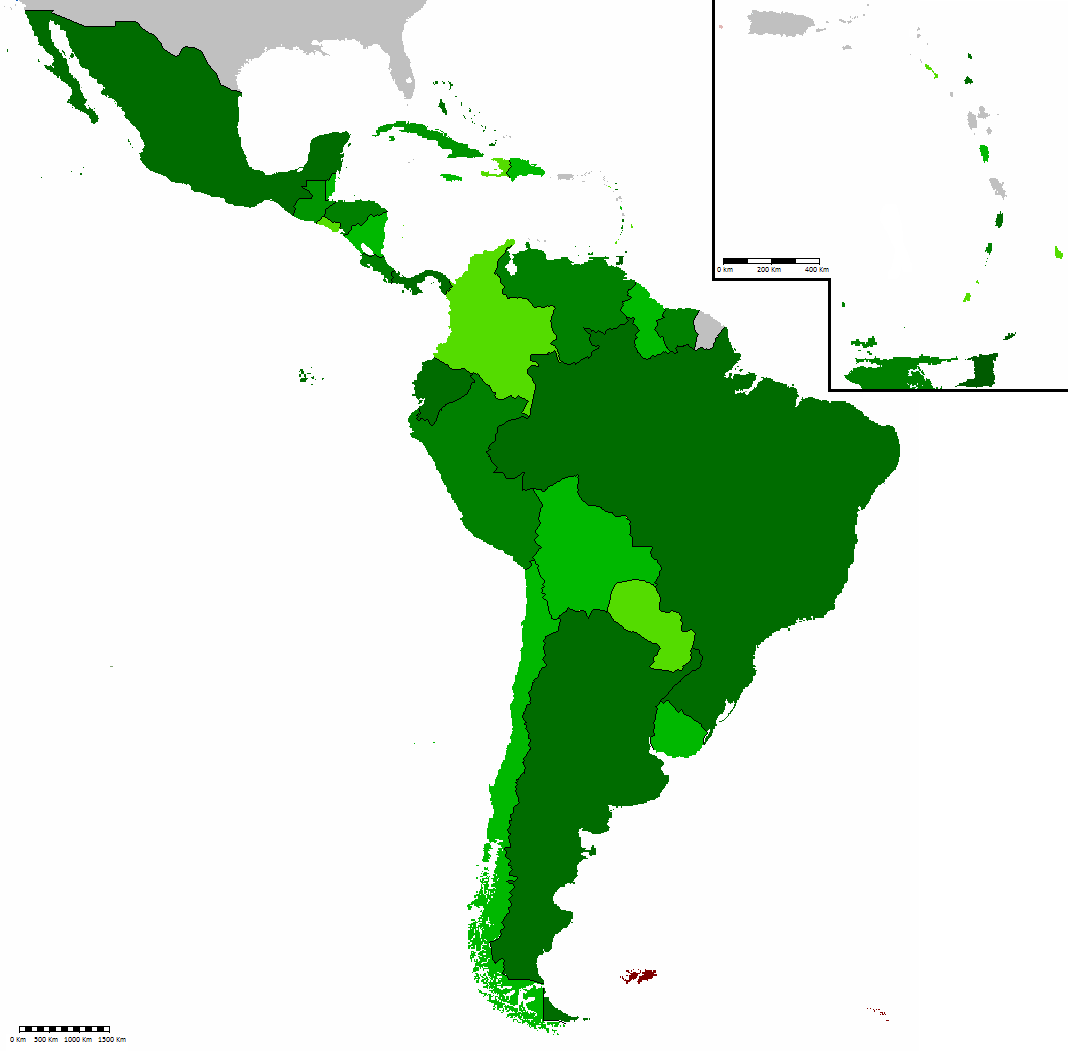
Comunidad de Estados Latinoamericanos y Caribeños

| N.º  | Presidente | Presidente                  | Partido | Partido                                            | País                         | Inicio período          | Fin período             |
| ---- | ---------- | --------------------------- | ------- | -------------------------------------------------- | ---------------------------- | ----------------------- | ----------------------- |
| 1.º  |            | Sebastián Piñera            |         | Renovación Nacional                                | Chile                        | 3 de diciembre de 2011  | 28 de enero de 2013     |
| 2.º  |            | Raúl Castro                 |         | Partido Comunista de Cuba                          | Cuba                         | 28 de enero de 2013     | 28 de enero de 2014     |
| 3.º  |            | Laura Chinchilla            |         | Partido Liberación Nacional                        | Costa Rica                   | 28 de enero de 2014     | 8 de mayo de 2014       |
| 4.º  |            | Luis Guillermo Solís        |         | Partido Acción Ciudadana                           | Costa Rica                   | 8 de mayo de 2014       | 28 de enero de 2015     |
| 5.º  |            | Rafael Correa               |         | Alianza PAIS                                       | Ecuador                      | 28 de enero de 2015     | 28 de enero de 2016     |
| 6.º  |            | Danilo Medina               |         | Partido de la Liberación Dominicana                | República Dominicana         | 28 de enero de 2016     | 26 de enero de 2017     |
| 7.º  |            | Salvador Sánchez Cerén      |         | Frente Farabundo Martí para la Liberación Nacional | El Salvador                  | 26 de enero de 2017     | 14 de enero de 2019     |
| 8.º  |            | Evo Morales                 |         | Movimiento al Socialismo                           | Bolivia                      | 14 de enero de 2019     | 10 de noviembre de 2019 |
| 9.º  |            | Jeanine Áñez                |         | Movimiento Demócrata Social                        | Bolivia                      | 12 de noviembre de 2019 | 7 de enero de 2020      |
| 10.º |            | Andrés Manuel López Obrador |         | Movimiento Regeneración Nacional                   | México                       | 7 de enero de 2020      | 7 de enero de 2022      |
| 11.º |            | Alberto Fernández           |         | Partido Justicialista                              | Argentina                    | 7 de enero de 2022      | 25 de enero de 2023     |
| 12.º |            | Ralph Gonsalves             |         | Partido de la Unidad Laborista                     | San Vicente y las Granadinas | 25 de enero de 2023     | 28 de enero de 2024     |
| 13.º |            | Xiomara Castro              |         | Libertad y Refundación                             | Honduras                     | 1 de marzo de 2024      | 9 de abril de 2025      |
| 14.º |            | Gustavo Petro               |         | Colombia Humana                                    | Colombia                     | 9 de abril de 2025      | En funciones            |